# Lincoln (Nowa Zelandia)
Lincoln – miasto w Nowej Zelandii. Położone we wschodniej części Wyspy Południowej, w regionie Canterbury, 3157 mieszkańców. (dane szacunkowe – styczeń 2010).